# Skilanglauf-Australia/New-Zealand-Cup 2015
Der Skilanglauf-Australia/New-Zealand-Cup 2015 war eine von der FIS organisierte Wettkampfserie, die zum Unterbau des Skilanglauf-Weltcups 2015/16 gehört. Sie begann am 25. Juli 2015 im australischen Perisher Valley und endete am 30. August 2015 im neuseeländischen Snow Farm.  Die Gesamtwertung bei den Männern gewann Phillip Bellingham. Er siegte bei drei von acht Rennen. Bei den Frauen wurde Barbara Jezeršek in der Gesamtwertung Erste, die vier der insgesamt acht Rennen gewann.

## Männer

### Resultate
| 1. Australia/New-Zealand-Cup in Perisher Valley, 25. und 26. Juli 2015 | 1. Australia/New-Zealand-Cup in Perisher Valley, 25. und 26. Juli 2015 | 1. Australia/New-Zealand-Cup in Perisher Valley, 25. und 26. Juli 2015 | 1. Australia/New-Zealand-Cup in Perisher Valley, 25. und 26. Juli 2015 | 1. Australia/New-Zealand-Cup in Perisher Valley, 25. und 26. Juli 2015 |
| ---------------------------------------------------------------------- | ---------------------------------------------------------------------- | ---------------------------------------------------------------------- | ---------------------------------------------------------------------- | ---------------------------------------------------------------------- |
| Datum                                                                  | Disziplin                                                              | Erster Platz                                                           | Zweiter Platz                                                          | Dritter Platz                                                          |
| 25. Juli 2015                                                          | Sprint Freistil                                                        | Phillip Bellingham                                                     | Kein Einaste                                                           | Callum Watson                                                          |
| 26. Juli 2015                                                          | 10 km klassisch                                                        | Callum Watson                                                          | Jackson Bursill                                                        | Amund Wirstad                                                          |

| 2. Australia/New-Zealand-Cup und Kangaroo Hoppet in Falls Creek, 15., 16. und 22. August 2015 | 2. Australia/New-Zealand-Cup und Kangaroo Hoppet in Falls Creek, 15., 16. und 22. August 2015 | 2. Australia/New-Zealand-Cup und Kangaroo Hoppet in Falls Creek, 15., 16. und 22. August 2015 | 2. Australia/New-Zealand-Cup und Kangaroo Hoppet in Falls Creek, 15., 16. und 22. August 2015 | 2. Australia/New-Zealand-Cup und Kangaroo Hoppet in Falls Creek, 15., 16. und 22. August 2015 |
| --------------------------------------------------------------------------------------------- | --------------------------------------------------------------------------------------------- | --------------------------------------------------------------------------------------------- | --------------------------------------------------------------------------------------------- | --------------------------------------------------------------------------------------------- |
| Datum                                                                                         | Disziplin                                                                                     | Erster Platz                                                                                  | Zweiter Platz                                                                                 | Dritter Platz                                                                                 |
| 15. August 2015                                                                               | Sprint klassisch                                                                              | Phillip Bellingham                                                                            | Kein Einaste                                                                                  | Callum Watson                                                                                 |
| 16. August 2015                                                                               | 15 km Freistil                                                                                | Phillip Bellingham                                                                            | Callum Watson                                                                                 | Valerio Leccardi                                                                              |
| 22. August 2015                                                                               | 34 km Freistil Mst.                                                                           | Valerio Leccardi                                                                              | Callum Watson                                                                                 | Phillip Bellingham                                                                            |

| 3. Australia/New-Zealand-Cup in Snow Farm, 28. bis 30. August 2015 | 3. Australia/New-Zealand-Cup in Snow Farm, 28. bis 30. August 2015 | 3. Australia/New-Zealand-Cup in Snow Farm, 28. bis 30. August 2015 | 3. Australia/New-Zealand-Cup in Snow Farm, 28. bis 30. August 2015 | 3. Australia/New-Zealand-Cup in Snow Farm, 28. bis 30. August 2015 |
| ------------------------------------------------------------------ | ------------------------------------------------------------------ | ------------------------------------------------------------------ | ------------------------------------------------------------------ | ------------------------------------------------------------------ |
| Datum                                                              | Disziplin                                                          | Erster Platz                                                       | Zweiter Platz                                                      | Dritter Platz                                                      |
| 28. August 2015                                                    | Sprint klassisch                                                   | Kim Eun-ho                                                         | Hwang Jun-ho                                                       | William Poffenroth                                                 |
| 29. August 2015                                                    | 15 km klassisch Mst.                                               | Hwang Jun-ho                                                       | Park Seong-beom                                                    | Kim Eun-ho                                                         |
| 30. August 2015                                                    | 10 km Freistil                                                     | Park Seong-beom                                                    | Andrew Pohl                                                        | Cho Yong-jin                                                       |

### Gesamtwertung Männer
| Rang | Name               | Punkte |
| ---- | ------------------ | ------ |
| 1    | Phillip Bellingham | 396    |
| 2    | Callum Watson      | 380    |
| 3    | Alasdair Tutt      | 241    |
| 4    | Jackson Bursill    | 239    |
| 5    | Hwang Jun-ho       | 230    |
| 6    | Park Seong-beom    | 216    |
| 7    | Andrew Pohl        | 215    |
| 8    | Valerio Leccardi   | 210    |
| 9    | Kim Eun-ho         | 205    |
| 10   | Kein Einaste       | 200    |
| 11   | Nick Montgomery    | 187    |
| 12.  | Ewan Watson        | 177    |
| 13.  | Mark Pollock       | 162    |

| Rang | Name               | Punkte |
| ---- | ------------------ | ------ |
| 14.  | Cho Yong-jin       | 134    |
| 15.  | William Poffenroth | 125    |
| 16.  | Daniel Sarri       | 117    |
| 17.  | Paul Kovacs        | 115    |
| 18.  | Kim Min-Woo        | 106    |
| 19.  | Stuart Harden      | 103    |
| 20.  | Amund Wirstad      | 96     |
| 21.  | Seve de Campo      | 95     |
| 22.  | Abe Wright         | 83     |
| 23.  | Finlay Clark       | 74     |
| 24.  | Matthew Bull       | 69     |
| 25.  | Liam Burton        | 62     |
| 26.  | Eric Storvall      | 62     |

| Rang | Name                | Punkte |
| ---- | ------------------- | ------ |
| 27.  | Evan Girard         | 60     |
| 28.  | Mart Kevin Polluste | 52     |
| 29.  | Donny Boake         | 50     |
| 30.  | Jeong Jong-won      | 48     |
| 31.  | Riccardo Mich       | 36     |
| 32.  | Hugh Pollard        | 34     |
| 33.  | Hamish Roberts      | 32     |
| 34.  | Markus Wirstad      | 32     |
| 35.  | Dominic Cooper      | 29     |
| 36.  | Gatis Praulitis     | 26     |
| 37.  | Simon Evans         | 22     |
| 38.  | Mattis Jaama        | 18     |
| 39.  | Siim Eilo           | 14     |

## Frauen

### Resultate
| 1. Australia/New-Zealand-Cup in Perisher Valley, 25. und 26. Juli 2015 | 1. Australia/New-Zealand-Cup in Perisher Valley, 25. und 26. Juli 2015 | 1. Australia/New-Zealand-Cup in Perisher Valley, 25. und 26. Juli 2015 | 1. Australia/New-Zealand-Cup in Perisher Valley, 25. und 26. Juli 2015 | 1. Australia/New-Zealand-Cup in Perisher Valley, 25. und 26. Juli 2015 |
| ---------------------------------------------------------------------- | ---------------------------------------------------------------------- | ---------------------------------------------------------------------- | ---------------------------------------------------------------------- | ---------------------------------------------------------------------- |
| Datum                                                                  | Disziplin                                                              | Erster Platz                                                           | Zweiter Platz                                                          | Dritter Platz                                                          |
| 25. Juli 2015                                                          | Sprint Freistil                                                        | Barbara Jezeršek                                                       | Katerina Paul                                                          | Casey Wright                                                           |
| 26. Juli 2015                                                          | 5 km klassisch                                                         | Barbara Jezeršek                                                       | Casey Wright                                                           | Katerina Paul                                                          |

| 2. Australia/New-Zealand-Cup und Kangaroo Hoppet in Falls Creek, 15., 16. und 22. August 2015 | 2. Australia/New-Zealand-Cup und Kangaroo Hoppet in Falls Creek, 15., 16. und 22. August 2015 | 2. Australia/New-Zealand-Cup und Kangaroo Hoppet in Falls Creek, 15., 16. und 22. August 2015 | 2. Australia/New-Zealand-Cup und Kangaroo Hoppet in Falls Creek, 15., 16. und 22. August 2015 | 2. Australia/New-Zealand-Cup und Kangaroo Hoppet in Falls Creek, 15., 16. und 22. August 2015 |
| --------------------------------------------------------------------------------------------- | --------------------------------------------------------------------------------------------- | --------------------------------------------------------------------------------------------- | --------------------------------------------------------------------------------------------- | --------------------------------------------------------------------------------------------- |
| Datum                                                                                         | Disziplin                                                                                     | Erster Platz                                                                                  | Zweiter Platz                                                                                 | Dritter Platz                                                                                 |
| 15. August 2015                                                                               | Sprint klassisch                                                                              | Katerina Paul                                                                                 | Maria Gräfnings                                                                               | Barbara Jezeršek                                                                              |
| 16. August 2015                                                                               | 10 km Freistil                                                                                | Barbara Jezeršek                                                                              | Maria Gräfnings                                                                               | Casey Wright                                                                                  |
| 22. August 2015                                                                               | 34 km Freistil Massenstart                                                                    | Maria Gräfnings                                                                               | Barbara Jezeršek                                                                              | Casey Wright                                                                                  |

| 3. Australia/New-Zealand-Cup in Snow Farm, 28. bis 30. August 2015 | 3. Australia/New-Zealand-Cup in Snow Farm, 28. bis 30. August 2015 | 3. Australia/New-Zealand-Cup in Snow Farm, 28. bis 30. August 2015 | 3. Australia/New-Zealand-Cup in Snow Farm, 28. bis 30. August 2015 | 3. Australia/New-Zealand-Cup in Snow Farm, 28. bis 30. August 2015 |
| ------------------------------------------------------------------ | ------------------------------------------------------------------ | ------------------------------------------------------------------ | ------------------------------------------------------------------ | ------------------------------------------------------------------ |
| Datum                                                              | Disziplin                                                          | Erster Platz                                                       | Zweiter Platz                                                      | Dritter Platz                                                      |
| 28. August 2015                                                    | Sprint klassisch                                                   | Olivia Bouffard-Nesbitt                                            | Barbara Jezeršek                                                   | Katerina Paul                                                      |
| 29. August 2015                                                    | 10 km klassisch Mst.                                               | Lee Chae-won                                                       | Barbara Jezeršek                                                   | Olivia Bouffard-Nesbitt                                            |
| 30. August 2015                                                    | 5 km Freistil                                                      | Barbara Jezeršek                                                   | Lee Chae-won                                                       | Olivia Bouffard-Nesbitt                                            |

### Gesamtwertung Frauen
| Rang | Name                    | Punkte |
| ---- | ----------------------- | ------ |
| 1.   | Barbara Jezeršek        | 700    |
| 2.   | Katerina Paul           | 372    |
| 3.   | Casey Wright            | 310    |
| 4.   | Maria Gräfnings         | 260    |
| 5.   | Lee Chae-won            | 230    |
| 6.   | Olivia Bouffard-Nesbitt | 220    |
| 7.   | Lillian Boland          | 166    |
| 8.   | Ellie Phillips          | 153    |

| Rang | Name             | Punkte |
| ---- | ---------------- | ------ |
| 9.   | Lauren Fritz     | 145    |
| 10.  | Ashleigh Spittle | 142    |
| 11.  | Ju Hye-ri        | 140    |
| 12.  | Brandy Stewart   | 135    |
| 13.  | Stella Ajani     | 133    |
| 14.  | Ella Jackson     | 116    |
| 15.  | Je Sang-Mi       | 106    |
| 16.  | Olivia Jeffrey   | 103    |

| Rang | Name              | Punkte |
| ---- | ----------------- | ------ |
| 17.  | Xanthea Dewez     | 95     |
| 18.  | Alecia Phillips   | 93     |
| 19.  | Emma Pollard      | 77     |
| 20.  | Gabrielle Hawkins | 76     |
| 21.  | Shelby Dickey     | 72     |
| 22.  | Nam Seul-gi       | 65     |
| 23.  | Aimee Watson      | 40     |